# Mary Anderson (1918)
Mary Bebe Anderson (Birmingham, Alabama, 3 de abril de 1918 - Burbank, California, 6 de abril de 2014), conhecida simplesmente como Mary Anderson, foi uma atriz estadunidense.
Prestes a completar 21 anos de idade, Mary Anderson fez sua primeira aparição no cinema como Maybelle Merriwether no filme "Gone with the Wind" (br: E o Vento Levou / pt: E tudo o vento levou) de 1939, o título mais famoso de sua filmografia - mesmo com uma participação muito breve, por meio de uma personagem sem falas. Até o dia de sua morte, em 6 de abril de 2014 - três dias após ter completado seu 96º aniversário -, Mary Anderson era, ao lado de  Olivia de Havilland e Mickey Kuhn, um dos três nomes, dos que foram creditados no filme, que ainda estavam vivos.
Dentre os seus trabalhos no cinema destacam-se "Lifeboat" (br / pt: Um barco e nove destinos), de 1944, dirigido por Alfred Hitchcock, em que contracenou com Tallulah Bankhead, e "To Each His Own" (br: Só resta uma lágrima / pt: Lágrimas de mãe), de 1946, dirigido por Mitchell Leisen, em que dividiu a cena com Olivia de Havilland.
Com o fim de sua carreira no cinema, nos anos 1950, trabalhou ocasionalmente na televisão, destacando-se como Catherine Harrington em Peyton Place (1964).
Mary Anderson casou-se com o cineasta Leon Shamroy em 1953 e ficou com ele até a sua morte em 1974. No cinema, também chegou a ser creditada como Bebe Anderson.

## Filmografia parcial
- Gone with the Wind (1939)
- Cheers for Miss Bishop (1941)
- The Song of Bernadette (1943)
- Lifeboat (1944)
- Wilson (1944)
- Behind Green Lights (1946)
- To Each His Own (1946)
- Whispering City (1947)
- The Underworld Story (1950)
- Chicago Calling (1952)
- I, the Jury (1953])